# CoRoT-1
CoRoT-1 là một sao lùn vàng dãy chính, tương tự như Mặt Trời. Ngôi sao này cách hệ Mặt Trời khoảng 2.630 năm ánh sáng trong chòm sao Kỳ Lân. Cấp sao biểu kiến của ngôi sao này là 13,6, nghĩa là không thể nhìn thấy nó bằng mắt thường; tuy nhiên, có thể nhìn thấy nó thông qua một kính viễn vọng nghiệp dư kích thước trung bình trong đêm tối quang mây. Hành tinh đầu tiên của nó là CoRoT-1b được phát hiện trong quá trình thực hiện nhiệm vụ CORoT; nó được coi là một "Sao Mộc nóng", và nặng xấp xỉ như Sao Mộc.

## Danh pháp
Tên gọi "CoRoT" là kết quả từ sự quan sát nó của kính viễn vọng không gian thuộc nhiệm vụ Convection, Rotation et Transits Planétaires (Đối lưu, Tự quay và Quá cảnh hành tinh) của Pháp, được phóng lên vào cuối tháng 12 năm 2006, với một mục tiêu liên quan đến việc tìm kiếm các ngoại hành tinh bằng cách đo độ sáng biến đổi của các sao ứng viên khi xảy ra quá cảnh do bất kỳ ngoại hành tinh nào của nó gây ra. Mục tiêu thứ hai của CoRoT liên quan đến việc nghiên cứu phần bên trong của các sao, được thực hiện bằng cách phân tích các đặc tính và diễn biến ánh sáng phát ra từ sao. Định danh số 1 được gán cho nó là do ngoại hành tinh đầu tiên được kính viễn vọng CoRoT phát hiện đã được tìm thấy trên quỹ đạo của sao này. CoRoT-1 không có tên gọi phổ biến hay tên gọi thông thường, không giống như Sirius/Sao Thiên Lang/Tishtrya hay Procyon/Nam Hà ba.

## Đặc tính
CoRoT-1 là sao loại G, nghĩa là ánh sáng phát ra của nó tương tự như của Mặt Trời. Tương tự, ngôi sao này có nhiệt độ và khối lượng tương đương như của Mặt Trời. Với cấp sao biểu kiến gần +13,6, mờ hơn 2 lần so với ngôi sao mờ nhất có thể nhìn thấy bằng mắt thường, CoRoT-1 không thể nhìn thấy từ Trái Đất mà không có thiết bị khuếch đại, như kính viễn vọng.
Tìm kiếm sao đôi đồng hành sử dụng các quan sát chụp hình may mắn bằng kính viễn vọng 1,54 m của Đan Mạch tại Đài thiên văn La Silla ở Chile đã không tìm thấy bất kỳ ứng viên sao đồng hành nào.

### Sự biến quang
Khi CoRoT-1 được kính viễn vọng CoRoT quan sát trong suốt 60 ngày liên tục kể từ khi kết quả sơ bộ được công bố vào ngày 23 tháng 5 năm 2007 thì ánh sáng của sao này thể hiện các mô hình giống như của các sao biến quang dao động, với đặc trưng tương tự như của Mặt Trời.

## Hệ thống hành tinh

Phương pháp quá cảnh, có thể khảo chứng khi các hành tinh thực (che khuất) ngôi sao của chúng trong tương ứng với vị trí quan sát từ Trái Đất, được sử dụng để phát hiện CoRoT-1b.

Sao này là sao chủ của ngoại hành tinh được phát hiện bằng phương pháp quá cảnh có tên gọi CoRot-1b, ngoại hành tinh đầu tiên mà tàu vũ trụ của nhiệm vụ CoRoT phát hiện. Hành tinh này, tương tự như Sao Mộc về mặt khối lượng, có quỹ đạo khoảng 0,02 AU từ sao chủ của nó. Để so sánh, Sao Thủy quay quanh Mặt Trời trên quỹ đạo khoảng 0,387 AU. CoRoT-1b được cho là bị khóa thủy triều với sao chủ của nó.
Hành tinh này được quan sát lần đầu tiên bằng thiết bị quang học chứ không phải thông qua các thiết bị hồng ngoại. Không giống như các "Sao Mộc nóng" khác, sự xuất hiện này dường như ngụ ý rằng sự truyền nhiệt giữa bán cầu đối diện với ngôi sao và bán cầu còn lại là không đáng kể.
| Thiên thể đồng hành (thứ tự từ ngôi sao ra) | Khối lượng     | Bán trục lớn (AU)        | Chu kỳ quỹ đạo (ngày) | Độ lệch tâm | Độ nghiêng    | Bán kính         |
| ------------------------------------------- | -------------- | ------------------------ | --------------------- | ----------- | ------------- | ---------------- |
| b                                           | 1,23 ± 0,10 MJ | 0,02752+0,00022 −0,00023 | 1,5089682 ± 0,0000005 | <0,036      | 85,10 ± 0,50° | 1,715 ± 0,030 RJ |